# Jacqueline Delman
Naomi Jacqueline Aler Delman, född 12 april 1931 i London, är en svensk-brittisk opera-, romans- och oratoriesångerska samt pianist.
Delman anställdes vid Kungliga Teatern i Stockholm 1960 och flyttade då till Sverige.Bland hennes roller där finns Violetta i 'La Traviata' Rosalinda i 'Läderlappen'. Sophie i 'Rosenkavaljeren', Grevinnan i 'Figaros bröllop' och Helena i Brittens 'Midsommarnattsdröm'.
Hon utbildade sig först som pianist i London, sedan som sångerska i London och Milano. Debuten gjorde hon som Mimì i La Bohème i Rom som 21-åring. Senare samma år sjöng hon Cherubin i Figaros bröllop vid festspelen i Aix-en-Provence.

## Diskografi

### Album
- 1951 –J.S.Bach: 'Magnificat'(Fonit) J. Michael Haydn: Mass in B flat major (Sti Aloysii); J.S. Bach: Cantata "Weichet nur, betrübte Schatten" Decca).
- 1953 – Mendelssohn: Elijah (Decca).
- 1956 - Brahms: Volkslieder, Hugo Wolf: Lieder (Decca)
- 1961 - Schubert: Lilac Time, Franz Lehar: 'The Merry Widow'(World Record Club)
- 1961 - Händel: L'Allegro ed il penseroso' (Decca)
- 1965 – Shostakovich: 7 Blok sånger Piano Trio (BIS).
- 1965 – Pergament: Chamber Music (BIS).
- 1965 – Messiaen: Poémes pour Mi (BIS).
- 1965 – Martin: Vocal and Chamber Music (BIS).
- 1978 –  Jacqueline Delman, soprano (Bluebell)
- 2021 -  From my archives (Oak Grove) 2024 -   More From my Archives (Oak Grove)